# 이훈평
이훈평(李訓平, 1943년 4월 26일 ~ )은 대한민국의 정치인이다. 제15·16대 국회의원을 지냈다.
본관은 전주(全州)이며 호(號)는 석우(石愚)이다.

## 학력
- 목포상업고등학교 졸업
- 중앙대학교 신문학 학사
- 연세대학교 경영대학원 경영학 수료

## 경력
- 1976~1982년 롯데삼강 노조위원장
- 1985년  신한민주당 창당준비위원
- 1987년  신한민주당 중앙당 당기위원
- 1987년  평화민주당 노동국 국장
- 1989년  민주당 대외협력위원회 부위원장
- 1992년  국회 부의장 비서실 실장(1급)
- 1996년  새정치국민회의 지방자치위원회 부위원장
- 1999년  제15대 국회 문화관광위원, 새정치국민회의 국회 원내부총무
- 2000년  제16대 새천년민주당 국회의원, 제16대 국회정무위원회 간사
- 2002년  5월 새천년민주당 당무위원
- 2003년  1월 새천년민주당 윤리위원회 위원장

## 역대 선거 결과
|  | 19.3% |

|  | 25.3% |

|  | 43.91% |

## 소속 정당
| 소속 정당 | 소속 정당      | 소속 기간 | 비고           |
| --------- | -------------- | --------- | -------------- |
|           | 신한민주당     | 1985~1987 | 창당 정계 입문 |
|           | 무소속         | 1987      | 탈당           |
|           | 통일민주당     | 1987      | 창당           |
|           | 무소속         | 1987      | 탈당           |
|           | 평화민주당     | 1987~1991 | 창당           |
|           | 신민주연합당   | 1991      | 당명 변경      |
|           | 민주당         | 1991~1995 | 합당           |
|           | 무소속         | 1995      | 탈당           |
|           | 새정치국민회의 | 1995~2000 | 창당           |
|           | 새천년민주당   | 2000~2005 | 합당 정계 은퇴 |
|           | 민주당         | 2005~2007 | 당명 변경      |
|           | 중도통합민주당 | 2007      | 합당           |
|           | 무소속         | 2007      | 탈당           |
|           | 대통합민주신당 | 2007~2008 | 창당           |
|           | 통합민주당     | 2008      | 합당           |
|           | 민주당         | 2008~2011 | 당명 변경      |
|           | 민주통합당     | 2011~2013 | 합당           |
|           | 민주당         | 2013~2014 | 당명 변경      |
|           | 새정치민주연합 | 2014~2015 | 합당           |
|           | 더불어민주당   | 2015~2016 | 당명 변경      |
|           | 무소속         | 2016      | 탈당           |
|           | 국민의당       | 2016~2018 | 창당           |
|           | 무소속         | 2018      | 탈당           |
|           | 민주평화당     | 2018~2019 | 창당           |
|           | 무소속         | 2019~2020 | 탈당           |
|           | 대안신당       | 2020      | 창당           |
|           | 민생당         | 2020~2022 | 합당           |
|           | 무소속         | 2022      | 탈당           |
|           | 더불어민주당   | 2022~현재 | 복당           |

## 같이 보기
- 대한민국 제15대 국회의원 선거 새정치국민회의 후보 목록#전국구
- 관악구 갑
- 서울 관악구의 국회의원